# 張友榮
張友榮（?—?），山西沁县人，清朝政治人物。
乾隆三十一年（1766年）丙戌科进士，任平陽府教授。